# Пандозия (Епир)
Вижте пояснителната страница за други значения на Пандозия.
Пандозия (Pandosia, на гръцки: Πανδοσία) е древен гръцки град в Епир.
Градът е колония на Елида и се намирал на река Ахерон